# Dentimachus himalayaensis
Dentimachus himalayaensis là một loài tò vò trong họ Ichneumonidae.